# 羅塞塔 (密西西比州)
羅塞塔（英語：Rosetta）是位於美國密西西比州威爾金森縣的非建制地區。

## 歷史
羅塞塔的郵局於1890年設立，其後於1963年停運。

## 地理
羅塞塔所處的海拔為高於海平面49米（即161英呎），而該地所採用的時區為UTC-6，即北美中部時區（CST）。同時該地設有夏令時間，為UTC-6調快一小時，即UTC-5（CDT）。